# Задебрі
Заде́брі —  село в Україні, у Яворівському районі Львівської області. Населення становить 102 осіб. Орган місцевого самоврядування - Івано-Франківська селищна рада.